# Caenosamerus spatiosus
Caenosamerus spatiosus är en kvalsterart som beskrevs av Aoki 1977. Caenosamerus spatiosus ingår i släktet Caenosamerus och familjen Ameridae.

## Underarter
Arten delas in i följande underarter:
- C. s. spatiosus
- C. s. maoershanensis